# Kantongerecht Oss
Het kantongerecht Oss was van 1838 tot 1934 een van de kantongerechten in Nederland. Bij de oprichting was Oss het tweede kanton van het arrondissement 's-Hertogenbosch. Het gerecht was gevestigd aan De Heuvel. Na de opheffing werd het kanton verdeeld over de kantons 's-Hertogenbosch en Boxmeer.